# Georg Drewes
Georg Drewes (* 1806 in Bremen; † 1842 ebenda) war ein Königlich Hannoverscher Hof-, Gold- und Silberarbeiter.

## Leben
Georg Drewes wurde 1806 als Sohn des Bremer Gold- und Silberarbeiters Hans Drewes geboren. Ab 1821 lernte er bei seinem Vater, bevor er vom 26. Dezember 1824 bis Februar 1826 und dann wieder von Dezember 1831 bis November 1833 auf Wanderschaft ging. In diesem Zeitraum arbeitete er 1826 in Stuttgart bei Georg Christian Friedrich Sick, 1827 in Wien als Ziseleur bei „Joh. Grünes“, 1827 bis 1829 in Hamburg bei Ludwig Berg, 1832 in Hannover bei dem Goldarbeiter Jacob Petersen und 1832 bis 1833 schließlich bei dem ebenfalls in Hannover tätigen Gold- und Silberarbeiter Heinrich Wilhelm Mehlbaum. 1834 wurde Drewes der Meistertitel verliehen; am 5. August desselben Jahres leistete er den Bürgereid der Stadt Hannover.
Noch als Gold- und Silberarbeiter erhielt Drewes den Auftrag für einen silbernen Tafelaufsatz, der als Geschenk für den Geschichtsschreiber der Königlich Deutschen Legion Major North Ludlow Beamish bestimmt war. Das Kunstwerk wurde anschließend auf Wunsch des „Geschenk-Kommittee“ des Gewerbevereins für das Königreich Hannover durch eine Kommission von Sachverständigen geprüft und erhielt von diesen das Lob „ausgezeichnet“.
Nach dem Ende der Personalunion zwischen Großbritannien und Hannover war Georg Drewes bald zum „Goldschmied Sr. Majestät des Königs“ Ernst August von Hannover ernannt worden. Drewes, der eine „Anstalt silberner geprägter Ornamente“ unterhielt, wirkte zuletzt 1841/42 als Hof-, Gold- und Silberarbeiter. In den Adressbüchern der Königlichen Residenzstadt Hannover wurde seine Witwe Doris, geborene Hische, von 1843 bis 1858 geführt.

## Bekannte Werke (Auswahl)
- 1839 schenkte König Ernst August einen Pokal aus der Hand von Drewes als Pokal der Schützengilde Hannover[1]
- 1842 datiert ein im Vorjahr 1841 bei Drewes in Auftrag gegebener Deckelpokal der St. Antonii-Brüderschaft Stade in Stade. Die Gravierung fertigte anschließend der Stader Goldschmied Carl Georg Ferdinand Schmalfeld.[1]

Andere Werke aus der Werkstatt Grewes’ wie etwa Tischleuchter, Sahnekännchen oder Esslöffel finden sich zumeist verstreut in Privatbesitz.